# Вест-Пайк-Ран Тауншип (округ Вашингтон, Пенсільванія)
Вест-Пайк-Ран Тауншип (англ. West Pike Run Township) — селище (англ. township) в США, в окрузі Вашингтон штату Пенсільванія. Населення — 1547 осіб (2020).

## Демографія
Згідно з переписом 2010 року, у селищі мешкало 1587 осіб у 680 домогосподарствах у складі 458 родин. Було 723 помешкання
Расовий склад населення:
| - 94,3 % — білих - 3,7 % — чорних або афроамериканців - 0,4 % — корінних американців - 0,1 % — азіатів |

До двох чи більше рас належало 1,4 %. Частка іспаномовних становила 0,6 % від усіх жителів.
За віковим діапазоном населення розподілялося таким чином: 16,7 % — особи молодші 18 років, 64,4 % — особи у віці 18—64 років, 18,9 % — особи у віці 65 років та старші. Медіана віку мешканця становила 48,7 року. На 100 осіб жіночої статі у селищі припадало 101,1 чоловіків;  на 100 жінок у віці від 18 років та старших — 100,9 чоловіків також старших 18 років.
Середній дохід на одне домашнє господарство  становив 66 225 доларів США (медіана — 52 727), а середній дохід на одну сім'ю — 77 482 долари (медіана — 61 250). Медіана доходів становила 50 329 доларів для чоловіків та 35 750 доларів для жінок. За межею бідності перебувало 9,4 % осіб, у тому числі 12,9 % дітей у віці до 18 років та 8,9 % осіб у віці 65 років та старших.
Цивільне працевлаштоване населення становило 803 особи. Основні галузі зайнятості: освіта, охорона здоров'я та соціальна допомога — 27,5 %, виробництво — 12,5 %, роздрібна торгівля — 11,0 %, мистецтво, розваги та відпочинок — 10,3 %.